# Zarabandeo
Zarabandeo est une œuvre pour clarinette en si bémol et piano de Arturo Márquez composée en 1995 et dédiée au clarinettiste Luis Humberto Ramos. L'œuvre est une commande de la Dirección de Actividades Musicales de l'Université nationale autonome du Mexique (UNAM), Mexico.

## Histoire
Le titre "Zarabandeo" vient du mot zarabanda (en français : « sarabande »), une danse du XVIe siècle qui, selon certains historiens de la musique, trouve son origine en Amérique centrale. Le mot zarabanda est mentionné pour la première fois dans Vida y Tiempo de Maricastaña (en français : « Vie et temps de Maricastaña »), un poème de Fernando de Guzman Mejia écrit en 1539.
La sarabande a été interdite en raison de son caractère érotique, mais elle a ensuite été remise au goût du jour, et son thème se retrouve dans une grande partie de la musique classique, principalement à l'époque baroque.
Leonora Saavedra Moctezuma, musicologue mexicaine, a écrit les notes de programme pour l'enregistrement de Zarabandeo qui se trouve dans le CD intitulé México del Siglo XX Vol.1, enregistré par Luis Humberto Ramos à la clarinette, d'autres instrumentistes et Jozef Olechowski au piano. Dans les notes de programme, on trouve quelques réflexions et opinions littérales d'Arturo Marquez concernant sa pièce et des sujets connexes. Voici ce qu'il dit à propos de la sarabande : « Mon intérêt pour ce sujet m'a été inculqué par le musicologue cubain Rolando Pérez. Je n'ai aucune idée du son de la zarabanda originale, mais il est certain que son interdiction était due à la sensualité qu'elle suscitait lorsqu'elle était dansée. Mais ce qui me fascine, c'est qu'il est possible que notre musique traditionnelle soit l'arrière-arrière-petite-fille de cette zarabande décapitée ».

## Structure
Cette pièce est composée d'un seul mouvement marqué au démarrage avec l'indication moderato  = 92 et la mention Ritmico. La partition présente des changements permanents de mesures.

## Analyse
Zarabandeo est une pièce toujours en mouvement, tantôt de manière fluide, tantôt de manière plus hachée.

« zarabandeo est une pièce en un seul mouvement et comprend deux danses principales, un tango et un danzón, créant deux sections très distinctes et différentes qui alternent librement tout au long de la pièce. Le tango est le premier thème énergique de la pièce et le danzón est le deuxième thème, plus doux et plus féminin. Le tango et le danzón reviennent sans cesse, et chaque fois qu'ils reviennent, ils ont été transformés d'une manière ou d'une autre, ils peuvent avoir été étendus ou avoir subi des variations d'intensité. Ce développement constant des deux idées confère à la pièce une intensité passionnelle croissante. D'un point de vue structurel, et en raison de l'emplacement des sections de danse, on pourrait dire que Zarabandeo est une sorte de rondo, ABACABA. Les sections A sont toujours marquées Moderato  = 92 et apparaissent aux mesures 1, 85, 230 et 290. Les sections B sont marquées Danzón, poco meno mosso aux mesures 47 et 251, et la section C à la mesure 201 est marquée Meno mosso. »

— Gloria Ines Orozco Dorado
La difficulté de la pièce la rend accessible aux clarinettistes de niveau avancé.
La partition est éditée chez Peer Music.

## Enregistrements
Il existe de nombreux enregistrements de cette jeune pièce réalisés par de nombreux clarinettistes des Amériques.
- Luis Humberto Ramos, México del Siglo XX, Vol.1, avec Jozef Olechowski (piano), (CD, Quindecim Recordings, 1997)[2]
- La Revoltosa, avec Jorge Montilla (clarinette) & Hamilton Tescarollo (piano), (Clarinet Classics CC0061, 2009)
- Zarabandeo Live, avec Luis Rossi (clarinette), Nelson Harper (piano), (Georgina Records – GR-1106, 2010).